# Maggie Salcedo

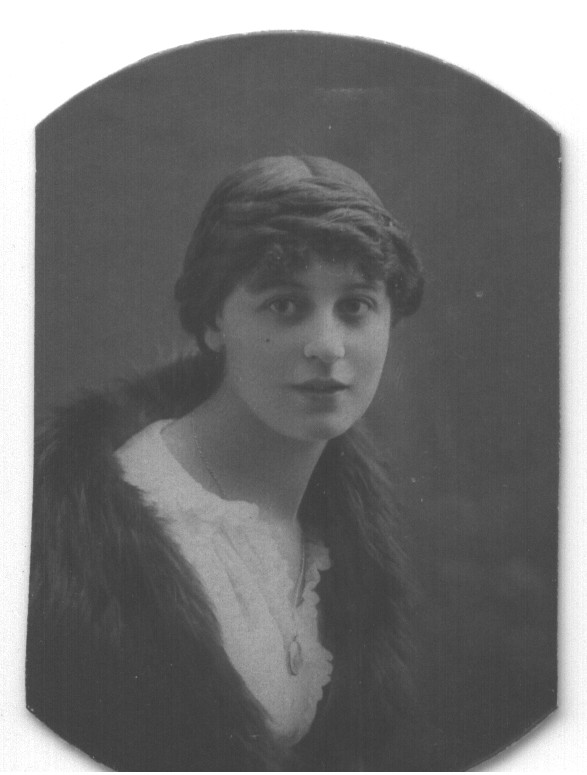
Maggie Salcedo tussen 1905 en 1910.

Maggie Salcedo, geboren als Marguerite Séligmann-Lui (Parijs, 8 maart 1890 - november 1959), was een Franse art deco schilderes en illustratrice.

## Galerij

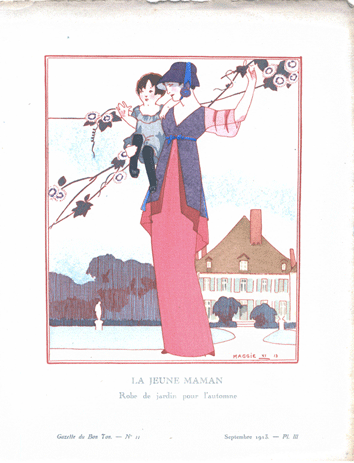
La jeune maman, in La Gazette du bon ton, 1913
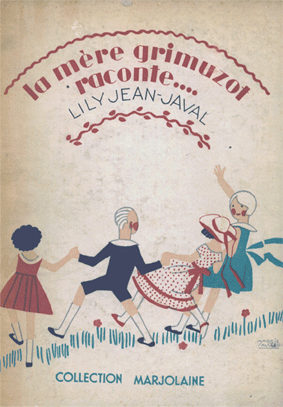
La mère Grimuzot raconte... Lily Jean-Javal, collection Marjolaine, Bourrelier et Compagnie, 1930
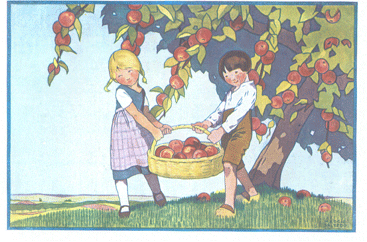
La Normandie, 1930 (een beeld voor scholen)

- Bibliothèque nationale de France: cb12933692g (data)
- International Standard Name Identifier: 0000 0001 0882 8847
- Library of Congress Control Number: n2002011984
- Nationale Bibliotheek van Israël: 987007296834405171
- Système universitaire de documentation: 072231637
- Virtual International Authority File: 28888205
- WorldCat: E39PBJv8DmdvCTWCjP4XPdgtKd